# BnbLord
La conciergerie BnbLord est une entreprise française de services d'hébergement et de gestion immobilière fondée en 2015.

## Historique
Présentée comme une start-up, l’entreprise est fondée par deux étudiants de l’ESCP Europe en année de césure, en mars 2015 à Paris : Jacques Lavie, qui en devient le directeur général, et Léo Bonnet,. Le magazine Challenges précise : 

« L'idée de créer un service de conciergerie adossé à un site de location d'appartements est venu au jeune parisien [Jacques Lavie] alors que, durant un séjour en Croatie, il avait mis en location son appartement sur AirBnB en laissant les clés à un tiers pour s'occuper de celui-ci. En rentrant, il découvre son appartement en mauvais état et se dit donc qu'il y a un marché. »

Intervenant dans un contexte d’expansion de l’activité d’Airbnb au détriment des hôtels, cette initiative vise à prendre en charge la gestion logistique liée à la location d’un bien immobilier à un tiers,.
Avec pour objectif affiché de devenir la première conciergerie pour la location saisonnière en Europe, GuestReady rachète BnbLord en avril 2019,.

## Activités
Se concentrant sur la gestion Airbnb et Booking, l’entreprise propose un service de conciergerie privée offrant une gestion « complète » des locations de courte durée (accueil des locataires, gestion des annonces et réservations, ménage, conseils de visites, etc.),.
Le magazine Le Point indique à ce sujet : « Pour venir en aide aux propriétaires — pas forcément experts en matière de location de tourisme et surtout peu disponibles pour s'occuper des formalités — BnbLord offre un large éventail de prestations telles que la remise des clés en personne, le check-out, un ménage professionnel, une garantie de réponses en ligne ou encore la mise à jour du calendrier de réservations. […] Outre les services logistiques de sa conciergerie, BnbLord accompagne les propriétaires du début jusqu'à la fin. Avec des expertises immobilières, le site propose des conseils à ceux qui souhaiteraient investir dans un bien immobilier en vue de le louer pour le tourisme. » L’entreprise parisienne aide également à la transformation d’espaces commerciaux en logements saisonniers.
La conciergerie prélève quelque 18 % du prix de la nuitée et des frais logistiques, qui sont généralement facturés au locataire. L'assurance applicable aux appartements qui pourraient être dégradés sont celle d'AirBnB ou Booking, BnbLord louant les biens via ces plateformes.
À la fin de l’année 2017, BnbLord compte 45 salariés et dispose d’un parc de 650 logements dans huit villes françaises, principalement à Paris et Strasbourg, ainsi qu’à Lisbonne.